# Ламін Ба (футболіст, 1997)
Ламін Ба (араб. لامين با, нар. 24 серпня 1997, Вільпент) — мавританський футболіст, захисник хорватського клубу «Вараждин».
Виступав, зокрема, за клуби «Докса» та «Прогрес», а також національну збірну Мавританії.

## Клубна кар'єра
Народився 24 серпня 1997 року в місті Вільпент. Вихованець юнацької команди «Генгам». У дорослому футболі дебютував 2015 року виступами за команду «Генгам-2», в якій того року взяв участь в одному матчі чемпіонату. 
Згодом з 2016 по 2017 рік грав у складі команд «Парі Сен-Жермен-2» та «Віртус Ентелла».
Своєю грою за останню команду привернув увагу представників тренерського штабу клубу «Докса», до складу якого приєднався 2017 року. Відіграв за клуб з Катокопії наступні три сезони своєї ігрової кар'єри.
У 2020 році уклав контракт з клубом «Прогрес», у складі якого провів наступні два роки своєї кар'єри гравця. Більшість часу, проведеного у складі «Прогреса», був основним гравцем захисту команди.
До складу клубу «Вараждин» приєднався 2022 року.

## Виступи за збірну
У 2022 році дебютував в офіційних матчах у складі національної збірної Мавританії.
У складі збірної був учасником Кубка африканських націй 2023 року у Кот-д'Івуарі.
| Дата      | Місто     | Господарі    | Результат | Гості      | Турнір                                   | Голи | Примітки |
| --------- | --------- | ------------ | --------- | ---------- | ---------------------------------------- | ---- | -------- |
| 26-3-2022 | Нуакшот   | Мавританія   | 2 – 1     | Мозамбік   | товариський матч                         | 1    |          |
| 29-3-2022 | Нуакшот   | Мавританія   | 2 – 0     | Лівія      | товариський матч                         | -    |          |
| 4-6-2022  | Нуакшот   | Мавританія   | 3 – 0     | Судан      | Відбір до Кубка африканських націй 2023  | -    |          |
| 8-6-2022  | Франсвіль | Габон        | 0 – 0     | Мавританія | Відбір до Кубка африканських націй 2023  | -    |          |
| 24-3-2023 | Лубумбаші | ДР Конго     | 3 – 1     | Мавританія | Відбір до Кубка африканських націй 2023  | -    |          |
| 28-3-2023 | Нуакшот   | Мавританія   | 1 – 1     | ДР Конго   | Відбір до Кубка африканських націй 2023  | -    | 86'      |
| 16-1-2024 | Буаке     | Буркіна-Фасо | 1 – 0     | Мавританія | Кубок африканських націй 2023 - 1-й етап | -    | 67'      |
| 20-1-2024 | Буаке     | Мавританія   | 2 – 3     | Ангола     | Кубок африканських націй 2023 - 1-й етап | -    |          |
| 23-1-2024 | Буаке     | Мавританія   | 1 – 0     | Алжир      | Кубок африканських націй 2023 - 1-й етап | -    | 45+4'    |
| Усього    |           | Матчів       | 9         |            | Голів                                    | 1    |          |